# Пристанище Джурджулещ
Пристанище „Джурджулещ“ в Южна Молдова е разположено на северния бряг на река Дунав и на източния бряг на устието на р. Прут в Дунав.
То е най-голямото пристанище в страната и единственото ѝ достъпно за морски плавателни съдове.
Разположено е на км 133,8 по река Дунав, в южната част на Молдова. На него има изградени 2 терминала – товарен (за зърно и нефт) и пътнически. Изграждането на нефтения терминал започва през 1996 г. и е пуснат в експлоатация на 26 октомври 2006 г. Пътническият терминал е официално открит на 17 март 2009 г. с кораб по маршрута Джурджулещ – Истанбул – Джурджулещ. На 24 юли 2009 г. е открит терминалът за зърно.
Управлява се от нидерландската компания Danube Logistics, която заедно с Европейската банка за възстановяване и развитие инвестира 60 милиона долара. Пристанището е със статут на свободна икономическа зона до 2030 г.
Пристанището е построено в резултат от териториален обмен с Украйна от 2005 г., която получава сухохътна връзка между югозападната и северната част на Одеска област (разделени от Днестърския лиман), а Молдова – 600 m брегова ивица на река Дунав.